# 安西七夏
安西 七夏（あんざい ななか、7月27日 – ）は、日本のタレント。Ad vance（株式会社ユニック）所属。岐阜県高山市出身。岐阜県立土岐商業高等学校卒業。血液型O型。

## 来歴・人物
幼少時代より父の転勤が多かった関係から、春日井市立岩成台西小学校（愛知県）、諏訪市立豊田小学校（長野県）、諏訪市立諏訪西中学校（長野県）、多治見市立南ヶ丘中学校（岐阜県）と転校を繰り返していた。岐阜県立土岐商業高校卒業後、大森石油に入社。吹奏楽団で活動し、高校時代・大森石油時代と連続で岐阜県ソロコンテストユーフォニウムの部最優秀賞を受賞した。
現在は名古屋を拠点にタレント活動をしている。活動内容はテレビ番組のリポーター、ナレーター、司会、イベントコンパニオン、レースクイーンと多岐に渡る。なお、2004年までは名古屋タレントビューローに所属し、塩田 七夏（しおだ ななか）の名で活動していた。
特技はオイル交換、アドリブ。趣味はピアノ、野球観戦。特に野球に関してはプロ野球12球団の歌が全て歌える上に、プロ野球依存症を自称するほど好き。
同じ事務所に所属する纐纈佳奈栄（こうけつ かなえ）は高校時代の同級生である。
妹が2人いる。

## 出演

### テレビ番組
- あさイチ（NHK）
- 謎を解け!まさかのミステリー（日本テレビ）
- 奇跡の生還! 九死に一生スペシャル（日本テレビ）
- インフォメーション・スポット（中京テレビ）
- 情報パレッと! （中京テレビ）
- ザ・名古屋商法 コメ兵の法則（テレビ愛知）
- 姫街道400年特番（岐阜放送）
- 湯けむりテレビショッピング（三重テレビ）

### ラジオ番組
- ガッツナイト（東海ラジオ）
- ポップアップレポート（エフエム愛知）
- ダッシュ1番歌謡曲（岐阜放送ラジオ）
- ほか

## その他の職歴
- F.C.CTSR レースクイーン（2008年）
- ほか、各種イベント司会、展示会ナレーター、トークショー、歌のお姉さんなど